# Эфиопский быр
Быр (амх. ብር) — денежная единица Эфиопии с 1976 года. До этого быр официально переводился на английский язык как dollar, а на русский — доллар (см. статью «Эфиопский доллар»). Сейчас на русском языке он звучит как быр, а на английском birr.

## Предыстория выпуска
На территории Эфиопии первые собственные монеты — золотые, серебряные и бронзовые — чеканились в Аксумском царстве, начиная со II и оканчивая XI веком. Затем до начала XIX века выпуск собственных денег не производится. Использовались византийские монеты, монеты Арабского халифата и других исламских государств, а также бруски соли, так называемые «амоле», красный перец, ружейные патроны.
В 1807—1886 годах собственные монеты чеканил султан Харэра. Иногда в XIX веке на монетах других стран делались локальные надчеканки.

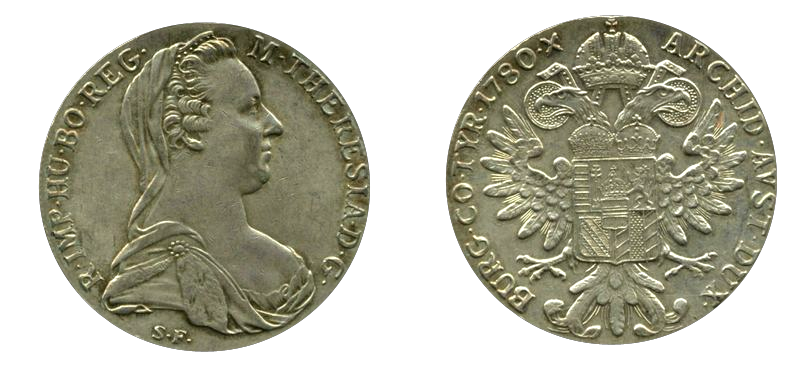
Талер (быр) Марии Терезии британской чеканки

В XVIII — первой половине XX века самой популярной монетой на территории современной Эфиопии был талер Марии Терезии, который выпускался сначала в качестве инструмента внутреннего денежного обращения, но затем стал использоваться для внешней торговли. В качестве торговой монеты талер Марии Терезии продолжали выпускать до середины XX века (в том числе по соглашению с Австрией другие страны). С 1751 по 2000 год было отчеканено около 389 млн экземпляров монеты, ставшей самой распространённой в Леванте и Северо-Восточной Африке. Из этих регионов её не смогли вытеснить ни песо, ни лёвендальдер, ни чеканившиеся специально для местных рынков торговые монеты других государств.
Название этой самой популярной монеты региона на амхарском языке — «быр» (ብር), что означает «серебро» (происходит от более древнего корня — «быть белым»). Бырами стали и все монеты типа талера местной чеканки — абиссинский талер, эритрейский талер, эфиопский доллар.
9 февраля 1893 года император Абиссинии Менелик II (1889—1913) ввёл в обращение абиссинский талер (другие варианты названия: «эфиопский талер», «талер Менелика», «талари», «быр» или «бер»), почти соответствовавший по содержанию серебра талеру Марии Терезии. С 1915 по 1936 год в Абиссинии печатались банкноты. На амхарском языке их достоинство указывалось в бырах, на французском — в талерах.
В 1908—1928 годах параллельно с абиссинским талером на территории Эфиопии имел хождение французский франк, а также талер Марии Терезии.
1 июня 1936 года из трёх итальянских колоний — старых Эритреи и Сомали, а также новой Эфиопии — была образована Итальянская Восточная Африка. Её официальной валютой стала итальянская лира, но продолжали обращаться талеры Марии Терезии, подражания — абиссинский и эритрейский талеры, а также сомалийская лира. С 1938 года в обращении появилась выпущенная специально для региона лира Итальянской Восточной Африки, приравненная к лире итальянской. Банкноты, номинированные в абиссинских талерах и сомалийских лирах, были изъяты из обращения.
В 1940—1941 годах по мере перехода территории Итальянской Восточной Африки под контроль Великобритании вместо лиры на отвоёванных территориях вводился восточноафриканский шиллинг (приравнен к английскому шиллингу, то есть к 1⁄20 фунта стерлингов), и в Эфиопии в дополнение было возобновлено обращение талера. Сохранялось обращение талера Марии-Терезии. Использовались также египетский фунт, индийская рупия и фунт стерлингов.
Эфиопия находилась под протекторатом британской администрации до 1952 года. В период его действия, 23 июля 1945 года, был выпущен в обращение эфиопский доллар (быр), полностью заменивший восточноафриканский шиллинг и эфиопский талер в феврале 1946 года. 1 новый быр (доллар) = 2 шиллинга = 0,66 старого быра (талари).
15 сентября 1952 года Эфиопия и Эритрея вошли в состав независимой федеративной монархии. В 1962 году император Хайле Селассие I упразднил федеративное устройство страны, в результате началась продолжительная война за независимость Эритреи, окончательно завершившаяся только 24 мая 1993 года. В годы войны, 21 сентября 1976 года, Эфиопия заменила доллар на эфиопский быр в соотношении 1:1. Прежнее наименование, использованное на банкнотах, на амхарском языке сохранилось, на английском стало писаться как birr.
Получив независимость, Эритрея продолжала использовать новую валюту Эфиопии до 8 ноября 1997 года, когда в обращение вместо быра в соотношении 1:1 была введена накфа. Быр остаётся базовой денежной единицей Эфиопии.

## Монеты
Монеты выпускались в 1969 и 1996—1998 годах по эфиопскому календарю. Даты эфиопского календаря отстают примерно на 8 лет от дат западного календаря, поэтому указанные даты соответствуют 1977 и 2004—2005 годам н. э. Были отчеканены следующие номиналы (годы указаны по эфиопскому календарю):
- 1 цент (в 1996 году не выпускался)
- 5 центов (самый последний выпуск датирован 1998 годом)
- 10 центов (самый последний выпуск датирован 1996 годом)
- 25 центов (или «семуни»; самый последний выпуск датирован 1996 годом)
- 50 центов (самый последний выпуск датирован 1996 годом)

Даты, равно как и остальные надписи, указаны на амхарском языке, официальном языке Эфиопии.
Все надписи на монетах сделаны на амхарском языке. На одной из сторон обязательно отчеканена голова рычащего льва с развевающейся гривой.
Монеты чеканились на ряде монетных дворов, в том числе в Париже, Берлине и Аддис-Абебе. Монеты без клейм монетного двора, как правило, чеканились в Аддис-Абебе. На чеканенных в Париже монетах стоит либо клеймо «A» с частными клеймами с изображением рога изобилия и пучка прутьев ликтора, либо изображение рога изобилия и факела без буквы «A».

## Банкноты
В настоящее время в обращении находятся банкноты номиналом 1 и 5 быров 1997—2013 годов выпуска и 10, 50, 100 и 200 быров выпуска 2020 года. Банкноты всех серий до 1997 года аннулированы.
В 2020 году ЦБ Эфиопии представил новую купюру в 200 быров, а также модифицировал 10, 50 и 100 быров.

### Серия 1976—1991 годов
| Серия 1976—1991 годов | Серия 1976—1991 годов | Серия 1976—1991 годов | Серия 1976—1991 годов | Серия 1976—1991 годов | Серия 1976—1991 годов        | Серия 1976—1991 годов         | Серия 1976—1991 годов |
| Изображение           | Изображение           | Номинал (быров)       | Размеры (мм)          | Основные цвета        | Описание                     | Описание                      | Годы печати           |
| Лицевая сторона       | Оборотная сторона     | Номинал (быров)       | Размеры (мм)          | Основные цвета        | Лицевая сторона              | Оборотная сторона             | Годы печати           |
| --------------------- | --------------------- | --------------------- | --------------------- | --------------------- | ---------------------------- | ----------------------------- | --------------------- |
|                       |                       | 1                     | 135×60                | зелёный               | Улыбающийся мальчик и коровы | Водопад и птицы               | 1976—1991             |
|                       |                       | 5                     | 140×65                | жёлтый                | Мужчина, собирающий кофе     | Большой куду, рысь и кофе     | 1976—1991             |
|                       |                       | 10                    | 142×67                | красный               | Девушка, плетущая циновку    | Трактор в поле                | 1976—1991             |
|                       |                       | 50                    | 145×70                | синий                 | Студенты                     | Дворец Фасиледэса в Гондэре   | 1976—1991             |
|                       |                       | 100                   | 147×72                | фиолетовый            | Воин                         | Учёный, смотрящий в микроскоп | 1976—1991             |

### Серия 1997—2003 годов
| Серия 1997—2003 года | Серия 1997—2003 года | Серия 1997—2003 года | Серия 1997—2003 года | Серия 1997—2003 года | Серия 1997—2003 года                | Серия 1997—2003 года           | Серия 1997—2003 года                              |
| Изображение          | Изображение          | Номинал (быров)      | Размеры (мм)         | Основные цвета       | Описание                            | Описание                       | Годы печати                                       |
| Лицевая сторона      | Оборотная сторона    | Номинал (быров)      | Размеры (мм)         | Основные цвета       | Лицевая сторона                     | Оборотная сторона              | Годы печати                                       |
| -------------------- | -------------------- | -------------------- | -------------------- | -------------------- | ----------------------------------- | ------------------------------ | ------------------------------------------------- |
|                      |                      | 1                    | 135×60               | серый                | Улыбающийся мальчик, коровы         | Водопад; птицы                 | 1997 2000 2003 2006 2008                          |
|                      |                      | 5                    | 140×65               | голубой              | Мужчина, собирающий кофе            | Большой куду; рысь; кофе       | 1997 2000 2003 2006 2008 2013 2015 2017           |
|                      |                      | 10                   | 142×67               | коричневый           | Девушка, плетущая циновку           | Трактор в поле                 | 1997 2000 2003 2006 2008 2015                     |
|                      |                      | 50                   | 145×70               | жёлтый               | Крестьянин, пашущий в поле на волах | Дворец Фасиледэса в г. Гондэре | 1997 2000 2003 2004 2006 2008 2011 2012 2015 2019 |
|                      |                      | 100                  | 147×72               | зелёный              | Крестьянин, пашущий в поле на волах | Учёный, смотрящий в микроскоп  | 1997 2000 2003 2004 2006 2008 2011 2012 2015 2019 |

### Выпуск 2020 года
14 сентября 2020 года премьер-министр Эфиопии объявил о введении в обращение новых банкнот достоинством 10, 50, 100 и 200 быров, причем последние были выпущены в обращение для удовлетворения потребностей в выпуске банкнот высокого номинала для борьбы с инфляцией. Старые выпуски банкнот номиналом 10, 50 и 100 быров были введены из обращения в декабре 2020 года.
| Серия 2020 года | Серия 2020 года   | Серия 2020 года | Серия 2020 года | Серия 2020 года | Серия 2020 года                | Серия 2020 года                           | Серия 2020 года |
| Изображение     | Изображение       | Номинал (быров) | Размеры (мм)    | Основные цвета  | Описание                       | Описание                                  | Годы печати     |
| Лицевая сторона | Оборотная сторона | Номинал (быров) | Размеры (мм)    | Основные цвета  | Лицевая сторона                | Оборотная сторона                         | Годы печати     |
| --------------- | ----------------- | --------------- | --------------- | --------------- | ------------------------------ | ----------------------------------------- | --------------- |
|                 |                   | 10              | 135×60          | зелёный         | Сбор урожая кофе и верблюд     | Четыре человека                           | 2020            |
|                 |                   | 50              | 145×70          | красный         | Трактор                        | Фабрика                                   | 2020            |
|                 |                   | 100             | 148×72          | синий           | Крепость Энкулал Гемб (Гондар) | Пещеры Соф Омар, городские ворота и Харар | 2020 2023       |
|                 |                   | 200             | 148×72          | фиолетовый      | Голубь                         | Горный козёл                              | 2020            |